# 아르투아 백작

아르투아 백작 문장

아르투아 백작(프랑스어: Comtes d'Artois, 네덜란드어: Graven van Artesië)는 9세기부터 1789년에 일어난 프랑스 혁명로 인해 백작 작위가 사라질때까지 아르투아 백작령에 대한 통치자이다.

## 아르투아 가문
- 오달릭 (Odalric, 850년대 경)
- 알트마 (Altmar, 890년 경)
- 아델렘 (Adelelm, ?-932년)
- 플랑드르 백작 아르눌 1세에게 정복되어 플랑드르 백작령 직할지에 놓임, 932년-1180년
- 플랑드르 백작 필리프 1세 (1168년-1180년) - 필리프의 조카인 이자벨 드 에노를 프랑스의 국왕 필리프 2세에게 시집보내는데 지참금으로 아르투아를 줌

## 카페 가문
- 이자벨 (1180-1190)
- 루이 8세 (1190-1223) - 이자벨의 아들

프랑스 왕령지로 통합.

## 카페계 아르투아가
- 로베르 1세 (1237년-1250년) - 루이 8세의 차남
- 로베르 2세 (1250년-1302년) - 로베르 1세의 아들
- 마오 (1302년-1329년) - 로베르 2세의 딸, 부르고뉴 백작 오통 4세와 혼인
  - 로베르 3세 (1302년-1329년)와 경쟁

## 부르고뉴 가문
- 잔 1세 (1329년-1330년) - 마오의 딸
- 잔 2세 (1330년-1347년) - 잔 1세의 딸
  - 외드와 혼인 (1330년-1347년)
- 부르고뉴 공작 필리프 1세 (1347년-1361년) - 잔과 외드의 손자, 필리프 3세로서

## 카페 가문
- 마르그리트 1세  (1361년-1382년) - 필리프 1세의 대고모

## 당피에르 가문
- 루이 3세 (1382년-1383년) - 마르그리트 1세의 아들
- 마르그리트 2세 (1383년-1405년) - 루이 3세의 딸
  - 부르고뉴 공작 용담공 필리프 (1383년-1404년)와 혼인 - 필리프 4세

## 발루아부르고뉴 가문
- 용맹공 장 (1405년-1419년)
- 선량공 필리프 (1419년-1467년) - 필리프 5세로서
- 용담공 샤를 (1467년-1477년) - 샤를 1세로서
- 부귀공 마리 (1477년-1482년)
  - 신성 로마 황제 막시밀리안 1세와 혼인 (1477년-1482년)
  - 1477년과 1493년 사이에 프랑스가 획득 (상리스 조약)

## 합스부르크 가문
- 카스티야 국왕 펠리페 1세 (1482년-1506년) - 필리프 6세로서
- 신성 로마 황제 카를 5세 (1506년-1556년) - 샤를 2세로서
- 스페인 국왕 펠리페 2세 (1556년-1598년) - 필리프 7세로서
- 이사벨 클라라 에우헤니아와 알브레히트 (1598년-1621년)
- 스페인 국왕 펠리페 4세 (1621년-1659년) - 필리프 8세로서
- 피레네 조약 (1659년)으로 프랑스에 양도됨

## 부르봉 가문
- 샤를 10세 (1757년-1836년)